# Ralf Leinemann
Ralf Leinemann (* 1962 in Gütersloh) ist ein deutscher Rechtsanwalt, Honorarprofessor und Kunstmäzen.

## Leben
Leinemann studierte in Würzburg und Köln Rechtswissenschaft sowie an der State University of New York Politik und Geschichte (B.A., 1985).
Nach der Promotion in Köln begann er 1992 als Rechtsanwalt, zunächst in Düsseldorf, dann in Berlin, wo er im Januar 2000 die Kanzlei „Leinemann Partner Rechtsanwälte“ gründete. Mit rund 100 Anwälten zählt sie zu den führenden Kanzleien im Bau- und Vergaberecht in Deutschland.
Leinemann ist immer wieder in Projekten mit großem öffentlichen Interesse tätig wie der Rheinbrücke Leverkusen, dem JadeWeserPort, Flughafen BER, A1 mobil (Autobahnbetreiber A1 Hamburg-Bremen) und bei anderen ÖPP-Autobahn Projekten. Seit 2007 ist er Honorarprofessor für Baurecht an der Hochschule für Wirtschaft und Recht Berlin.
Er ist (Mit-)Herausgeber u. a. der Zeitschriften VergabeNews, VergabeNavigator und Neue Zeitschrift für Baurecht und Vergaberecht|NZBau sowie Autor von Publikationen wie „Die Vergabe öffentlicher Aufträge“, „VOB/B Kommentar mit FIDIC Conditions“ und dem Leinemann/Kues, BGB-Bauvertragsrecht Kommentar.
2008 gründete er mit seiner Frau, der Rechtsanwältin und Notarin Eva-Dorothee Leinemann, die gemeinnützige „Leinemann-Stiftung für Bildung und Kunst“. Von 2010 bis 2014 vergab die Stiftung jährlich den mit 4000 Euro dotierten „HFBK-Designpreis der Leinemann-Stiftung für Bildung und Kunst“ als Anerkennung für junge Designer in Hamburg.

## Werke (Auswahl)
- Die Vergabe öffentlicher Aufträge, Rejuvis, ISBN 978-3-8462-0947-9
- VOB/B Kommentar, Werner Verlag, ISBN 978-3-8041-5310-3
- BGB-Bauvertragsrecht, Beck
- Die VOB, das BGB-Bauvertragsrecht und das neue Vergaberecht 2019, Beck, ISBN 978-3-8462-1045-1
- Die Bezahlung der Bauleistung, Werner Verlag, ISBN 978-3804124936
- Die Vergabe öffentlicher Aufträge, Werner Verlag
- Das neue Vergaberecht, Werner Verlag, ISBN 978-3804147737
- VSVgV Vergabeverordnung Verteidigung und Sicherheit, Beck, ISBN 978-3406643361
- ÖPP-Projekte: konzipieren – ausschreiben – vergeben (mit Thomas Kirch), Bundesanzeiger-Verlag